# Juan José de Mello
Juan José de Mello Piñeyro (* 3. Oktober 1953 in Artigas) ist ein uruguayischer Sänger.

## Leben
Juan José de Mello nahm im Laufe seiner Karriere eine Vielzahl an Platten und CDs auf. Zu seinen bekanntesten Stücken zählen beispielsweise Rueda de amigos, Canto marcial de negros und Polka cabellera. Auch komponierte er Musik für Theaterstücke und führte Regie bei Musikvideos uruguayischer Künstler. Er leitet bei der Semana Criolla del Prado seit 1996 El fogón de Juan José de Mello. Seit 1997 hat er die Funktion des künstlerischen Beraters des Ateneo de Montevideo inne. 2002, nach anderen Angaben bereits im Jahr 2000, ließ sich de Mello in den USA nieder und lebte dort bis 2005. Dort tourte er mehrfach durchs Land und trat unter anderem in Manhattan im Satalla, im New Yorker Teatro Natives und im Hostos College sowie in Philadelphia im Philadelphia Museum of Art auf. Zudem hatte er Auftritte in nahezu sämtlichen großen Städten Uruguays, außerdem sang er in Argentinien und Brasilien. Diverse Fernsehauftritte bei den Sendern Telemundo 47, Univisión 41, Azteca 39, Time Warner 57, LTV 66 und Canal de las Américas stehen für ihn zu Buche. Mit Buenos días Nueva York führt er überdies durch eine eigene Sendung bei Canal 35 in Manhattan bzw. auf Canal 31 in Florida. Auch ist er Direktor von Raíces Nativas in den Bundesstaaten New York, New Jersey und Connecticut. De Mello ist gewählter Präsident des Red Cultural Mercosur und steht der Cooperativa Artística del Uruguay (CADELU) vor.

## Diskographie (Auswahl)
- Amigos, 1978
- Cantor, 1979
- Defensa del provinciano, 1980
- Cantacaminos, 1981
- De pronto al sur, 1981
- El canto del gallo, 1982
- Maryluna
- La vuelta del cantor
- Hoy, 2010

## Auszeichnungen
- NativeRoots 2002